# Cipriano Jaimes
El general Cipriano Jaimes Hernández fue un militar mexicano que participó en la Revolución mexicana. Fue general de las fuerzas carrancistas y luego zapatistas. Nació en la localidad de Chacamerito, municipio de Pungarabato, Guerrero, en 1885. Fue de los primeros en levantarse contra Victoriano Huerta en la región de Tierra Caliente en los estados de Michoacán y Guerrero. Luchó contra el villismo a las órdenes de Álvaro Obregón. En 1915 combate en la Batalla de Celaya con el grado de general junto a los generales Joaquín Amaro Domínguez, Antonio Norzagaray y Gabriel Gavira. El 12 de marzo de 1918 da muerte al general Nabor Mendoza "El Coyote" pues el jefe Felipe Armenta lo entregó a cambio de su amnistía. En abril de 1919 se une a las fuerzas zapatistas combatiendo en el estado de Guerrero. En 1920 con el triunfo del movimiento de Agua Prieta entra al Ejército Mexicano. El general Cipriano Jaimes murió en Zitácuaro en el año de 1928, combatiendo a los rebeldes cristeros.
El libro Cutzamala Magia de un Pueblo del ingeniero Alfredo Mundo Fernández dice que el general Cipriano Jaimes empezó siendo arriero hasta que en 1910 se incorpora a las fuerzas del general Jesús H. Salgado, que era zapatista. Cuando Francisco I. Madero llega a ser Presidente y desconoce a Francisco Villa y a Emiliano Zapata, el general Jesús H. Salgado se hace zapatista y a sus tropas se les conoce en Tierra Caliente como Los Pronunciados siendo su radio de acción toda esa zona. Dice Cutzamala Magia de un Pueblo que al asesinar Victoriano Huerta al presidente Madero el general Jaimes se hace maderista y combate a Huerta, y en julio de 1913 pertenecía al Estado Mayor del general Guillermo García Ancón con quien vence a los federales o "pelones" en Aguililla el 8 de ese mes. Pero poco después, el 13 de septiembre de 1913,sigue diciendo el libro, los federales atacan a García Aragón en Purépero en donde el general Cipriano Jaimes le cubre la huida, pero al llegar al cerro El Tigre se da cuenta de que faltaba su hermano Concho que había caído en una zanja bajo la mula. Bajo una lluvia de balas logra rescatarlo y casi cargarlo por estar herido al permanecer bajo la mula. El general Cipriano Jaimes monopolizaba los rastros de Coyuca, Tlapehuala, Cutzamala y Pungarabato, controlando los embarcaderos de Coyuca, Las Tinajas, Las Ánimas y el paso a Cutzamala por Pungarabato. El 18 de febrero de 1916,continúa el libro, llega a Pungarabato el 6o. Regimiento de Caballería de San Luis Potosí al mando de Jaimes que luego llama a la unidad a los grupos zapatistas de la región, pero sin embargo persigue a las tropas del general Custodio Hernández y del general Nabor Mendoza El Coyote. En Las Cruces su tropa se enfrenta en marzo de 1916 con la gente del general Custodio Hernández que vence a los federales, por lo que molesto Jaimes  regresa a Pungarabato. Allí le informan que capturaron a una mujer de Tlapehuala que llevaba parque al Gral. Hernández, por lo que ordena llevarla a la plaza donde la golpean y la cuelgan; ordena a Amando Jaimes que pase por las armas a cuatro prisioneros zapatistas que tenía en Cutzamala. Álvaro Jaimes, hermano de Cipriano, mata a una prostituta de Pungarabato por lo que su hermano lo mete a prisión donde aquel joven se suicida. Después el Jaimes toma a su gente y varios cañones y se dirige a Cutzamala con el fin de bombardear a la "ciudad españolizada" de Tierra Caliente, como la llamaban en la Colonia y en la Guerra de Independencia. Coloca los cañones en el cerro El Divisadero pero llega una comisión de guapas señoritas encabezadas por su rubia y guapa sobrina María de Jesús Jaimes para pedirle que no lo haga. Así, Jaimes desiste de su propósito. El motivo fue por las fricciones que tenía con el coronel Guillermo Vázquez que tenía a su cuidado la plaza de Cutzamala. En mayo de 1917 atacan a Cutzamala más de mil pronunciados de acuerdo a fuentes históricas, y según un telegrama de Jaimes que publica la Secretaría de la Defensa Nacional eran más de cinco mil. Los revolucionarios llevaban a sus principales jefes los generales Jesús H. Salgado, Nabor Mendoza El Coyote, Felipe Armenta, Adrián Castrejón y muchos más, sobresaliendo también el temible general Inocencio Quintanilla con un contingente del Estado de México. Tenían sitiada a Cutzamala donde estaban los federales o "pelones" de Jaimes. Al pasar los días y no lograr sacar a los carrancistas, Jaimes toma gente de Pungarabato y Coyuca y se dirige a Cutzamala logrando dispersar a los revolucionarios al ser atacados por dos fuegos.
Jaimes asiste a Zitácuaro a combatir a los cristeros, pero ahí muere en 1928.